# Reute (Szwajcaria)
Reute (gsw. I de Rüüti) – gmina (niem. Einwohnergemeinde) w Szwajcarii, w kantonie Appenzell Ausserrhoden. Do 1995 należała do okręgu Vorderland. Graniczy od północy z gminą Heiden, od wschodu i zachodu z Oberegg i od południa z Balgach, Rebstein i Marbach. 
31 grudnia 2014 gminę zamieszkiwały 674 osoby. Powierzchnia gminy wynosi 4,99 km². Wysokość bezwzględna gminy wynosi 703 metry. W gminie za urzędowy uważa się język niemiecki.